# 武器龙属
武器龙（属名：Oplosaurus，意为“装甲或武器蜥蜴”）是蜥脚类恐龙的一个属，来自英国怀特岛早白垩世巴列姆阶的威塞克斯组。其所知于单颗牙齿，该牙齿通常被归入同时期的“分类垃圾桶”畸形龙，尽管并无证据支持该做法。

## 历史及分类
1852年，地质学家托马斯·莱特报告了怀特岛布里克斯顿湾附近威尔登泥岩中一颗大型爬行类牙齿的发现。莱特向几位专家展示了该发现，包括理查德·欧文、大卫·福布斯、乔治·罗伯特·沃特豪斯及塞缪尔·皮克沃斯·伍德沃德，但只有吉迪恩·曼特尔提出了有用的见解，即该牙齿与恐龙类的林龙相似。莱特对此并不信服，并断言称从牙齿的尖锐外形来看，其应属于某种分类不明的肉食性爬行动物。
莱特亦询问了法国古生物学家保罗·热尔韦对该化石的看法，后者于1852年根据此命名了模式种装甲武器龙（Oplosaurus armatus）。属名通常被释义为“有盔甲的蜥蜴”，词源来自希腊语hoplon一词，意为“身体装甲”。鉴于当时并不清楚该属是否有装甲，因此关于作者为何选择这个奇怪属名的问题，一般的解释是热尔韦遵从曼特尔的建议，根据这颗保存完好的大型牙齿（即正模标本BMNH R964）的主人是一只林龙似的装甲恐龙的错误观念命名了该属。然而，本·克雷斯勒的近期研究显示热尔韦曾将该牙齿与沧龙（而非林龙）进行比较，且由于hoplon也有“武器”的含义，而牙齿又作为食肉动物的武器，故属名应理解为“携带武器的蜥蜴”（尽管armatus在拉丁语中也有“携带武器的”这一含义，使种名显得重复）。
理查德·莱德克（1888年）提出怀特岛发现的带有一颗牙齿的上颌骨（BMNH R751）是该动物的另一件标本，但该观点尚未被证实。莱德克亦使用改进后的拼写“Hoplosaurus”但原来的Oplosaurus具有优先权。
牙齿非常大，总高度85 mm（3.3英寸），长有52 mm（2.0英寸）高的铲形牙冠，与腕龙相当；牙齿末端尖锐，整体沿“脸颊”向舌部方向轻微变窄，朝向舌侧的牙基部略微凸起，此外还拥有磨损面。其与腕龙牙齿有些类似，这也是该属长期以来一直被归入腕龙科的原因。早些时候，该属通常遵循弗里德里希·冯·休尼1909年的结论而归入畸形龙，尽管后者也是根据不含牙齿的零散残骸所命名，使该鉴定无法得到证实。
考虑到畸形龙正模材料过于零散且不含牙齿，因此近期研究均将武器龙保留为一个可能有效但所知甚少的属。熟悉威尔登群蜥脚类的英国古生物学家德恩·耐许已非正式提出该属可能是种图里亚龙类，但亦与人合著一篇文章，得出结论称其为圆顶龙科成员。无论如何该属都可能属于更典型的大鼻龙类。2022年一项研究亦认为武器龙可能属于图里亚龙类，与耐许的观点相呼应。

## 古生物学
正如耐许和马提尔所指出的，该牙齿与腕龙尺寸相当，表明其主人是种大型蜥脚类；作为一种疑似的图里亚龙类，其体型应该不会有太大浮动。武器龙可能是种体长25米（82英尺）左右的四足食植动物。